# بطن الجدي
بطن الجدي Omega Capricorni (ω Cap, ω Capricorni) هو نجم باريوم عملاق أحمر من التصنيف K4 III في كوكبة الجدي، اسمة التقليدي، ولكن نادرا ما يستخدم Baten Algiedi،  مشتق من العربية «بطن الجدي» (“the belly of the goat”).
يصنف نجم بطن الجدي أيضا كنجم متغير محتمل  بسبب التقلبات المنتظمة في لمعانة. والنجم مرئي للعين المجردة بقدر ظاهري +4.11  وقدرة المطلق −2.7.
يقع نجم بطن الجدي على مسافة تقدر بحوالي 800 سنة ضوئية من الشمس استنادا إلى تزيح النجم السنوي نحو 3.87 ميلي ثانية قوسية كما يرى من الأرض. نجم بطن الجدي عضو مرشح في مجموعة الدب الأكبر المتحركة ولة سرعة غريبة عالية نسبيا قدرها 25.7±1.9 كم/ث مما يجعلة نجم هارب محتمل.